# Пласа, Рубен
Рубен Пласа Молина (исп. Rubén Plaza Molina, род. 29 февраля 1980 в Иби, Испания) — испанский профессиональный шоссейный велогонщик выступающий с 2018 года за команду Israel Cycling Academy. Двукратный Чемпион Испании в групповой гонке.
Профессиональная спортивная карьера Рубена началась в 2001 году вместе с командой iBanesto.com. Перейдя в 2004 году в команду Comunidad Valenciana-Kelme, он выигрывает этап Вуэльта Испании и входит в пятёрку генеральной классификации.
В 2006 году он был замешан в допинговом скандале Операция Пуэрто, но позже был оправдан. Поэтому сезон 2007 года у него получился сокращённым и ему пришлось перейти в Континентальные команды меньшего уровня на сезоны 2008—2009 года. Несмотря на это, ему удалось выиграть Чемпионат Испании в 2009 году и занять 3-е место в Вуэльте Португалии. Всё это опять его привело к подписанию контракта с профессиональной командой Caisse d'Epargne.
В 2015 году переходит в Lampre-Merida и одерживает свою вторую победу на этапах Гранд Тура, он выигрывает 16-й этап Тур де Франс, а через месяц побеждает на 20 этапе Вуэльта Испании.
В 2016 году присоединяется к австралийской команде Orica-GreenEDGE.
С 2018 года выступает за израильскую команду Israel Cycling Academy.

## Достижения

### Чемпионаты мира
| Соревнование         | 2008 | 2009 | 2010 | 2011 | 2012 | 2013 | 2014 | 2015 | 2016 |
| -------------------- | ---- | ---- | ---- | ---- | ---- | ---- | ---- | ---- | ---- |
| Групповая гонка      | —    | DNF  | DNF  | —    | —    | —    | —    | DNF  | —    |
| Индивидуальная гонка | 32   | —    | —    | —    | —    | —    | —    | —    | —    |
| Командная гонка      | —    | —    | —    | 6    | 10   | —    | 15   | —    | —    |

### Выступления
1997
- 1-й  — Чемпионат Испании среди юниоров (до 19 лет)

2003
- 1-й  — Чемпионат Испании.

2004
- 1-й на этапе 5 (ТТТ) — Трофеи Иохима Аугустина
- 4-й — Вуэльта Мурсии

2005
- 1-й — GP Internacional Costa Azul
  - 1-й на этапе 2
- 1-й — Вуэльта Арагона
  - 1-й на этапе 4 (ITT)
- 1-й на этапе 2 — Вуэльта Мурсии
- 3-й — Чемпионат Испании в индивидуальной гонке
- 4-й — Чемпионат Мира в индивидуальной гонке
- 5-й — Вуэльта Испании
  - 1-й на этапе 20 (ITT)

2006
- 1-й — Clásica a los Puertos de Guadarrama
- 2-й — Вуэльта Риохи
- 2-й — Чемпионат Испании в индивидуальной гонке
- 4-й — Вуэльта Астурии
  - 1-й на этапе 5
- 4-й — Трофеи Иохима Аугустина
  - 1-й на этапе 1

2007
- 1-й — Вуэльта Риохи
- 10-й — Вуэльта Бургоса

2008
- 1-й — Вуэльта Валенсии
- 2-й — Чемпионат Испании в индивидуальной гонке
- 3-й — Вуэльта Португалии
  - 1-й в Прологе (ITT)

2009
- 1-й  — Чемпионат Испании.
- 1-й на этапе 2 — GP CTT Correios de Portugal
- 2-й — Вуэльта Мурсии
  - 1-й на этапе 4
- 3-й — Вуэльта Алгарвии
- 3-й — Вуэльта Португалии
  - 1-й на этапе 6
- 3-й — Чемпионат Испании в индивидуальной гонке
- 4-й — Гонка Лотарингии
  - 1-й на этапе 3

2010
- 3-й — Чемпионат Испании в индивидуальной гонке
- 11-й — Тур де франс
- 14-й — Вуэльта Испании

2013
- 1-й — Вуэльта Кастилии и Леона
  - 1-й на этапе 3
- 3-й — Чемпионат Испании в индивидуальной гонке
- 4-й — Vuelta a la Comunidad de Madrid

2015
- 1-й на этапе 16 — Тур де Франс
- 1-й на этапе 20 — Вуэльта Испании

## Статистика выступлений наГранд Турах
- Тур де Франс
  - Участие:6
    - 2010: 11
    - 2012: 101
    - 2013: 47
    - 2014: 91
    - 2015: 30; Победа на этапе 16
    - 2016: 72

- Джиро д'Италия
  - Участие:1
    - 2016: 58

- Вуэльта Испании
  - Участие:4
    - 2004: сход на этапе 19
    - 2005: 6; Победа на этапе 20 (ITT)
    - 2010: 14
    - 2015: 45; Победа на этапе 20